# Magnetorresistência gigante

Resultados encontrados por Fert et al.

Magnetorresistência gigante (MRG) é um efeito mecânico quântico, um tipo de efeito de magnetorresistência, observado em estruturas de filmes finos compostos por camadas alternadas de metal ferromagnético e não-magnético.
O efeito se manifesta como um decrescimento significativo da resistência elétrica sob a aplicação de um campo magnético externo. Quando o campo é nulo, as camadas ferromagnéticas adjacentes possuem uma magnetização anti-paralela  visto que estão submetidas a um acoplamento ferromagnético deficiente entre as capas. Sob o efeito de um campo magnético externo, as magnetizações respectivas das camadas se alinham e a resistência do conjunto cai de forma brutal. Os spin dos elétrons da substância magnética se alinham em igual número de maneira paralela e anti-paralela ao campo magnético aplicado, e, por tanto, sofrem uma mudança de difusão magnética em uma menor quantidade em relação as camadas ferromagnéticas que se magnetizam de forma paralela.
O efeito é utilizado comercialmente por fabricantes de discos rígidos. Outra aplicação do efeito são memórias de acesso aleatório magnético não voláteis (MRAM).
O Prêmio Nobel de Física de 2007 foi dado a Albert Fert e Peter Grünberg pela descoberta do MRG.